# Oleg Normatov
Oleg Normatov (Олег Норматов), (ur. 4 września 1981 w Taszkencie) – uzbecki lekkoatleta specjalizujący się w biegach. Uczestnik igrzysk olimpijskich w Pekinie.

## Występy na igrzyskach olimpijskich
Normatov w Pekinie wystartował w biegu na 110 m przez płotki. W swoim biegu eliminacyjnym uzyskał czas 14:00 s i zajął 6 miejsce. Nie awansował do ćwierćfinału. W klasyfikacji łącznej zajął 38 miejsce.